# Abyssothyris parva
Abyssothyris parva är en armfotingsart som beskrevs av Cooper 1977. Abyssothyris parva ingår i släktet Abyssothyris och familjen Dyscoliidae. Inga underarter finns listade i Catalogue of Life.